# Tilia likiangensis
Tilia likiangensis är en malvaväxtart som beskrevs av Hung T. Chang. Tilia likiangensis ingår i släktet lindar, och familjen malvaväxter. Inga underarter finns listade i Catalogue of Life.